# Uwe Dühring
Uwe Dühring (ur. 23 listopada 1955 w Berlinie) – niemiecki wioślarz reprezentujący NRD, złoty medalista olimpijski i mistrz świata.

## Kariera sportowa
W 1972 zdobył złoty medal w ósemkach na mistrzostwach świata juniorów w Mediolanie. Na rozgrywanych rok później mistrzostwach świata juniorów w Nottingham zwyciężył w czwórkach ze sternikiem. 
Wystąpił na igrzyskach olimpijskich w Moskwie w 1980, gdzie osada NRD w składzie: Bernd Krauß, Hans-Peter Koppe, Ulrich Kons, Jörg Friedrich, Jens Doberschütz, Ulrich Karnatz, Uwe Dühring, Bernd Höing i Klaus-Dieter Ludwig (sternik) zdobyła złoty medal w ósemkach. W finale o 2,87 sekundy pokonali osadę Wielkiej Brytanii i o 3,51 sekundy osadę ZSRR. Był to  jego jedyny start olimpijski.
W ósemkach zdobył także złoto na mistrzostwach świata w Cambridge (1978).
W 1980 odznaczony Złotym Orderem Zasługi dla Ojczyzny.
Po zakończeniu kariery pracował w macierzystym klubie SC Dynamo Berlin.